# Ватиканская пинакотека
Ватиканская пинакотека (итал. Pinacoteca Vaticana) — картинная галерея, входящая в состав музеев Ватикана.
Ватиканская пинакотека (коллекция произведений живописи, открытая для посещения) была основана папой Пием VI во второй половине XVIII века. В 1797 году многие из картин были отправлены по приказу Наполеона Бонапарта в Париж. В 1815 году на Венском конгрессе было принято решение вернуть картины в Ватикан.
Картины ватиканской пинакотеки размещались в папских покоях, неоднократно перемещаясь из одного помещения в другое, до тех пор, пока не были размещены в одном из крыльев Бельведерского дворца, где 19 марта 1908 года состоялось торжественное открытие пинакотеки для публики. В 1932 году для пинакотеки по заказу папы Пия XI было построено новое здание (архитектор Л. Бельтрами), где она размещается по настоящее время. Открытие пинакотеки в новом здании состоялось 27 октября 1932 года.
В пинакотеке Ватикана представлены главным образом работы итальянских мастеров, а также приобретенная папой Пием X коллекция византийского искусства. Произведения художников из других стран немногочисленны. Всего в собрании представлено около 460 картин XII—XIX веков, размещенных в 18 залах пинакотеки в хронологическом порядке. По традиции в собрании присутствуют только картины на религиозные темы и сюжеты.

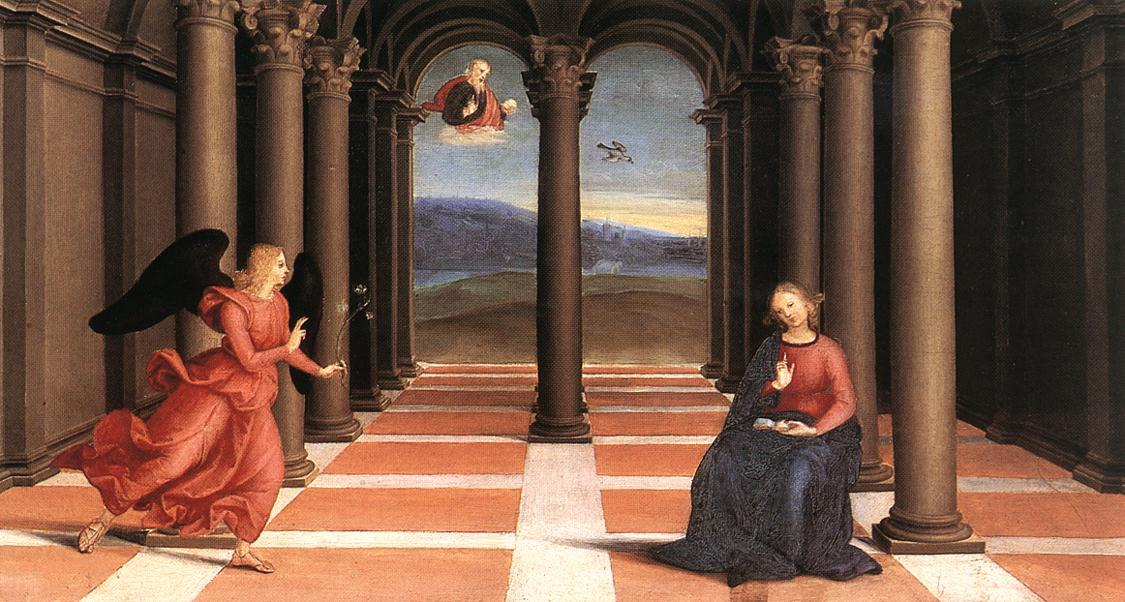
Рафаэль Санти. Благовещение. Часть Алтаря Одди. Между 1502 и 1503. Холст, темпера

## Залы

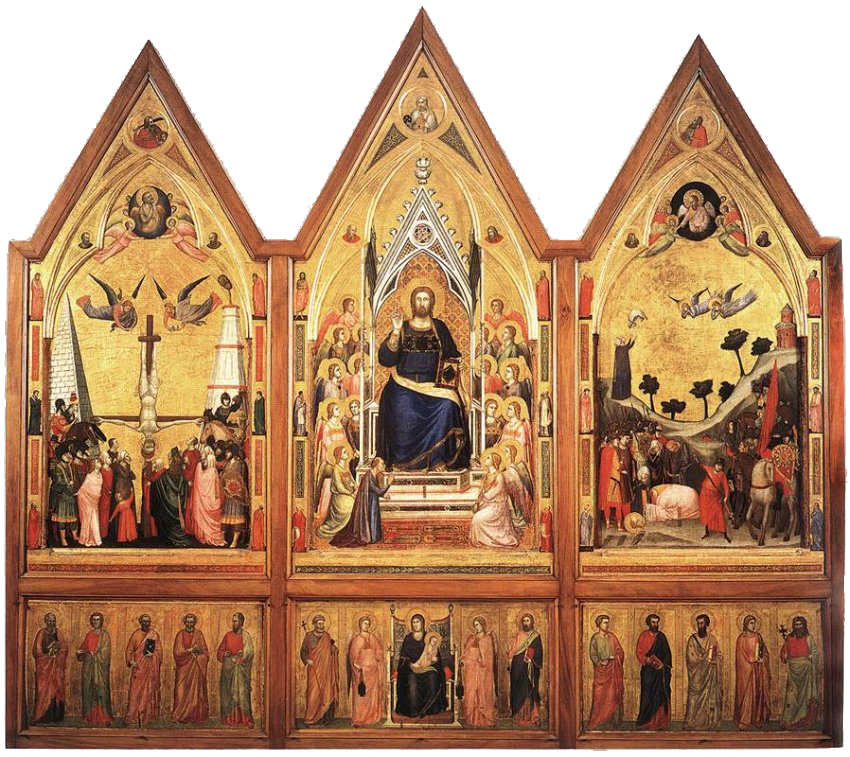
Джотто ди Бондоне. Триптих Стефанески. Ок. 1320. Дерево, темпера

Зал I (XII—XV вв.): Средневековые сиенская, умбрийская и тосканская школы. Работы Николо и Джованни.
Зал II (XIII—XV вв.): Представлены картины сиенских художников треченто, Джотто ди Бондоне (1267—1337) и учеников: триптих Стефанески (1330—1335); Симоне Мартини, Бернардо Дадди («Мадонна»), Пьетро Лоренцетти.
Зал III (XV в.): Флорентийская живопись времен Ренессанса: работы Фра Беато Анжелико (1387—1455): Мадонна на троне между святыми Екатериной и Домеником (ок. 1435), Сцены из жизни св. Николая (1437), Святой Франциск Ассизский получает стигматы (ок. 1440 г.); Филиппо Липпи: «Венчание Богоматери», «Мадонна» работы Беноццо Гоццоли.

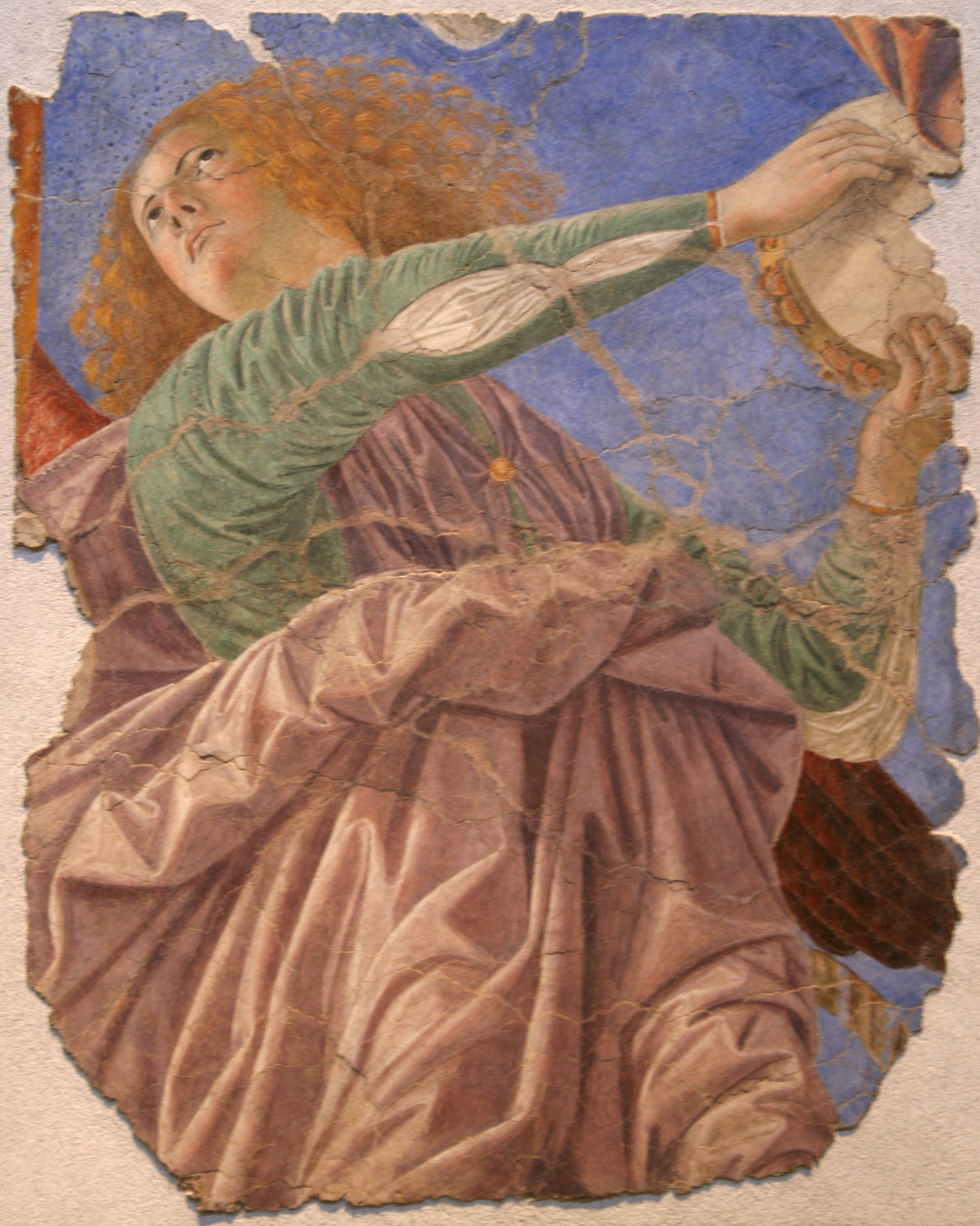
Мелоццо да Форли. Музицирующий ангел. Деталь фрески из церкви Санти-Апостоли в Риме. 1472—1474

Зал IV (XV—XVI вв.) Фреска Мелоццо да Форли — «Сикст IV основывает Ватиканскую библиотеку», фрагменты мозаики апсиды из церкви Санти-Апостоли.
Зал V (XV в) Эрколе де Роберти; Лукас Кранах (старший) — «Пьета».
Зал VI (XV в) Полиптихи; «Пьета» работы Карло Кривелли, Антонио Виварини.
Зал VII (XV—XVI вв.) Пьетро Перуджино (ок. 1452—1523): «Мадонна с младенцем и святыми» (1495—1496), «Воскресение» (1499—1500), «Св. Бенедикт»; Пинтуриккьо — «Коронование Марии».
Зал VIII (XVI в.) Рафаэль Санти (1483—1520): «Мадонна ди Фолиньо» (1511—1512), «Преображение» (1519—1520), «Коронование Марии» (1502—1504), «Св. Петр» (1513—1514 гг.), «Св. Павел» (1513—1514); шпалеры серии «Деяния апостолов» по картонам Рафаэля.

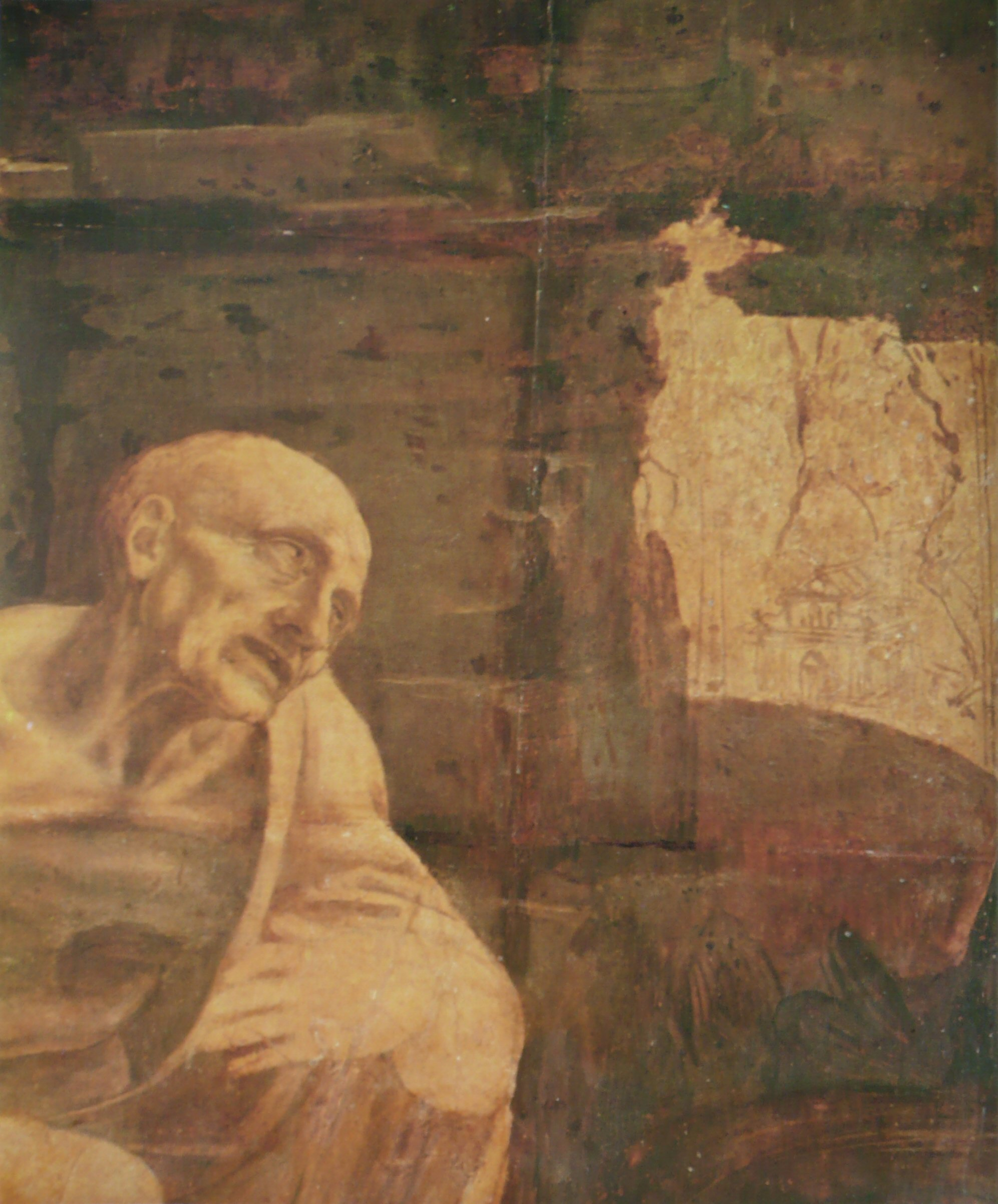
Леонардо да Винчи. Св. Иероним. Деталь незавершённой картины. 1480. Холст на дереве, темпера

Зал IX (XV—XVI вв.) Произведения Леонардо да Винчи (1452—1519): незаконченная картина «Св. Иероним» (ок. 1480 г.) и художников XV—XVI вв., например, венецианского художника Джованни Беллини: «Оплакивание Христа св. Иосифом Аримафейским, Никодимом и Марией Магдалиной»;
Зал X (XVI в.) Школа Рафаэля и венецианская живопись; Тициан(ок. 1490—1576): «Портрет дожа Никколо Марчелло», «Мадонна с младенцем и святыми» (Мадонна ди Сан Никколо деи Фрари) (1533—1535): «Святой Николай и Мадонна»; Паоло Веронезе (1528—1588): «Видение святой Елены» (ок. 1570 г.), «Аллегория»; Парис Бордоне.
Зал XI (конец XVI в.) Федерико Бароччи: «Благовещение»; Джорджо Вазари.

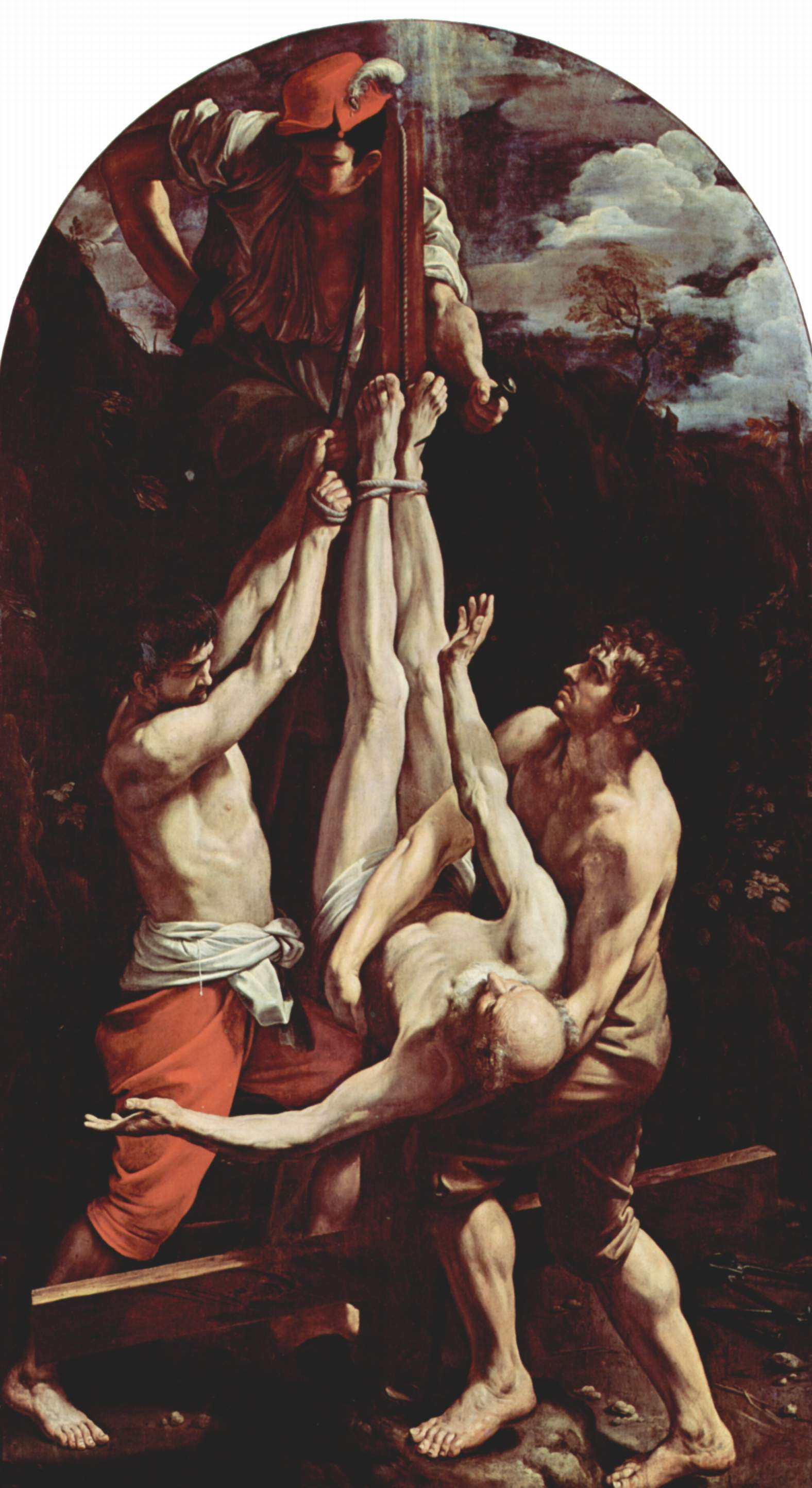
Гвидо Рени. Распятие Святого Петра. 1604-1605. Холст, масло

Зал XII (XVII в.) Живопись в стиле барокко Доминичино, Гуерчино: «Святая Мария Магдалена»; Никола Пуссена (1594—1665): «Мученичество святого Эразма», Караваджо (1573—1610): «Снятие с креста»; Гвидо Рени (1575—1642): «Распятие святого Петра», «Святой Матфей и ангел».
Зал XIII (XVII в.) Пьетро да Кортона — «Мадонна и святой Франциск»; Хосе де Рибера.
Зал XIV (XVII в.) Нидерландские и фламандские мастера: Никола Пуссен; Жак Куртуа: «Битва»; Бартоломе Эстебан Мурильо.
Зал XV (XVIII в.) Портреты. Джузеппе Мариа Креспи: «Папа Бенедикт XIV»; Томас Лоренц: «Георг IV» (1816); Тициан; Помпео Батони: «Папа Пий VI», Карло Маратта: «Папа Климент IX».
Зал XVI (XIX в.) Петер Венцель;
Зал XVII (XVII в.) Боццетти (гипсовые модели) статуй ангелов для моста Сант-Анджело работы Джованни Лоренцо Бернини (1669);
Зал XVIII (XV—XVI вв.) иконы и мозаики.